# Frank Perris
Frank Perris (Toronto, 28 de mayo de 1931 - Isla de Wight, 17 de marzo de 2015) fue un piloto canadiense de motociclismo, que participó en el Campeonato del Mundo de Motociclismo desde 1955 hasta 1971.

## Biografía
Perris se trasladó al Reino Unido junto a sus padres en 1938 y comenzó en el mundo de la competición durante 1948 en la zona de Chester, primero con una Douglas de 1914 y después comprando una BSA Blue Star de 1934 cuando se unió al Chester Motor Club.
Después de una primera visita a las carreras de la Isla de Man en 1949, Perris vendió su BSA Blue Star, para comprar una Velocette MOV de 250 cc y una Norton International. Después de convertirlas en motocicletas de carreras de carretera, disputó en Pascua su primera carrera, celebrada en la pista de Antelope, Rhydymwyn, cerca de Molde, Gales del Norte. Sufrió un accidente con su Velo 250, pero afortunadamente ileso, pudo completar la prueba de 500 cc con la Inter.
En la temporada de 1951, Perris compró una Velocette KTT, y comenzó a ganar experiencia en las carreras de TT. También pudo disfrutar de una moto OK-Supreme patrocinada por el padre del motociclista Bill Smith. Se inscribió en el TT del Clubman por el Chester Motor Club, pilotando una Triumph T100 para Hector Dugdale, terminando en la posición 32. Después del TT de 1952 que terminó en el puesto 18.º, Perris pasó cinco semanas pilotando su KTT Velocette por Europa con algunas herramientas y una tienda de campaña, compitiendo de carrera en carrera. En 1953 adquirió una Triumph Grand Prix, ganando su primera carrera en Brands Hatch. Su creciente experiencia le permitió acceder a una motocicleta preparada por los especialistas John Viccars, Geoff Monty, Allen Dudley-Ward y Tom Kirby.
Perris fue elegido para el equipo de la marca AJS de 1955 para disputar el Gran Premio del Úlster con un contrato para 1956, pero aquella temporada todos los fabricantes británicos suspendieron sus actividades. John Viccars le proporcionó en 1957 una Manx Norton que Perris pilotó durante cinco años por toda Europa, hasta terminar tercero en el Campeonato del Mundo de 1961 de 500cc. En 1962 y debido al éxito del año anterior, firmó con Suzuki un contrato por el que compitió para la marca japonesa durante cinco años. En 1965 consiguió su mejor posición cuando ganó dos Grandes Premios en la categoría de 125cc y quedó subcampeón en la clasificación general por detrás de Hugh Anderson
En 1967, Perris se trasladó a Sudáfrica, dirigiendo un negocio durante dos años, pero su deseo de competir le hizo regresar a Inglaterra para correr en el TT Isla de Man de 1968 con una Suzuki de Eddie Crooks, disputando parte de la temporada en 1969. En 1971, disputó sus últimas carreras, entre las que destaca un podio en el TT Isla de Man con una Suzuki Daytona 500.
Al planificar su carrera para 1972, después de una reunión casual con el presidente de Norton Dennis Poore, a Perris se le ofreció un puesto como Gerente de Competición para Norton-Villiers. En diciembre de 1971, Perris pasó a dirigir el equipo con los pilotos Peter Williams, Phil Read, Mick Grant y Dave Croxford. El equipo estuvo activo hasta 1974, cuando Norton-Villiers entró en quiebra.
Perris moriría en 2015, después de una larga enfermedad y, de acuerdo con su hija, sería incinerado el 1 de abril de 2015 en la isla de Wight.

## Resultados en el Campeonato del Mundo
Sistema de puntuación desde 1950 hasta 1968:
| Posición | 1.º | 2.º | 3.º | 4.º | 5.º | 6.º |
| Puntos   | 8   | 6   | 4   | 3   | 2   | 1   |

Sistema de puntuación desde 1969 hasta 1987:
| Posición | 1.º | 2.º | 3.º | 4.º | 5.º | 6.º | 7.º | 8.º | 9.º | 10.º |
| Puntos   | 15  | 12  | 10  | 8   | 6   | 5   | 4   | 3   | 2   | 1    |

### Carreras por año
(Carreras en negrita indica pole position; Carreras en cursiva indica vuelta rápida)
| Año  | Clase | Moto      | 1       | 2     | 3       | 4       | 5       | 6       | 7       | 8       | 9       | 10      | 11      | 12    | 13    | Pts. | Pos. |
| ---- | ----- | --------- | ------- | ----- | ------- | ------- | ------- | ------- | ------- | ------- | ------- | ------- | ------- | ----- | ----- | ---- | ---- |
| 1955 | 500cc | Matchless | ESP -   | FRA - | IOM 26  | GER -   | BEL -   | NED -   | ULS -   | NAT -   |         |         |         |       |       | 0    | -    |
| 1956 | 500cc | Matchless | IOM 14  | NED - | BEL -   | GER -   | ULS Ret | NAT -   |         |         |         |         |         |       |       | 0    | -    |
| 1956 | 350cc | AJS       | IOM 8   | NED - | BEL -   | RFA -   | ULS 10  | NAT -   |         |         |         |         |         |       |       | 0    | -    |
| 1959 | 500cc | Norton    | FRA -   | IOM - | GER -   | NED Ret | BEL -   |         | ULS -   | NAT -   |         |         |         |       |       | 0    | -    |
| 1960 | 350cc | Norton    | FRA 6   | IOM - | NED 8   |         |         | ULS -   | NAT -   |         |         |         |         |       |       | 1    | 13.º |
| 1960 | 500cc | Norton    | FRA Ret | IOM - | NED 7   | BEL Ret | GER -   | ULS Ret | NAT -   |         |         |         |         |       |       | 0    | -    |
| 1961 | 125cc | Suzuki    | ESP -   | GER - | FRA -   | IOM -   | NED -   | BEL -   | RDA -   | ULS -   | NAT 9   | SWE -   | ARG -   |       |       | 0    | -    |
| 1961 | 350cc | Norton    |         | GER 6 |         | IOM -   | NED 6   |         | RDA 10  | ULS -   | NAT -   | SWE Ret |         |       |       | 0    | -    |
| 1961 | 500cc | Norton    |         | GER 2 | FRA -   | IOM -   | NED 5   | BEL -   | RDA Ret | ULS -   | NAT Ret | SWE 3   | ARG 3   |       |       | 16   | 3.º  |
| 1962 | 50cc  | Suzuki    | ESP -   | FRA - | IOM -   | NED -   | BEL 14  | GER -   | ULS -   | RDA -   | NAT -   | FIN -   | ARG -   |       |       | 0    | -    |
| 1962 | 125cc | Suzuki    | ESP -   | FRA - | IOM Ret | NED -   | BEL Ret | GER -   | ULS -   | RDA -   | NAT 7   | FIN 5   | ARG -   |       |       | 2    | 19.º |
| 1962 | 250cc | Suzuki    | ESP Ret | FRA - | IOM -   | NED 5   | BEL Ret | GER -   | ULS -   | RDA -   | NAT Ret |         | ARG -   |       |       | 2    | 20.º |
| 1963 | 125cc | Suzuki    | ESP Ret | GER - | FRA 4   | IOM 2   | NED 2   | BEL -   | ULS 6   | RDA -   | FIN Ret | NAT -   | ARG -   | JPN 1 |       | 24   | 4.º  |
| 1964 | 125cc | Suzuki    |         | ESP 9 | FRA 3   | IOM Ret | NED 6   |         | GER -   | RDA -   | ULS 4   | FIN -   | NAT 5   | JPN - |       | 10   | 7.º  |
| 1965 | 125cc | Suzuki    | USA 3   | GER 2 | ESP 2   | FRA 3   | IOM Ret | NED -   |         | RDA 1   | CZE 1   | ULS -   | FIN 2   | NAT 2 | JPN 7 | 44   | 2.º  |
| 1965 | 250cc | Suzuki    | USA 4   | GER - | ESP Ret | FRA -   | IOM 3   | NED -   | BEL 5   | RDA -   | CZE -   | ULS -   | NAT -   | FIN - | JPN - | 9    | 9.º  |
| 1966 | 125cc | Suzuki    | ESP Ret | GER 4 |         | NED 12  |         | RDA 5   | CZE 5   | FIN -   | ULS 6   | IOM 5   | NAT -   | JPN - |       | 10   | 7.º  |
| 1969 | 250cc | Suzuki    | ESP -   | GER 4 | FRA 6   | IOM 2   | NED -   | BEL -   | RDA -   | CZE -   | FIN -   | ULS -   | NAT -   | YUG - |       | 25   | 8.º  |
| 1969 | 500cc | Suzuki    | ESP -   | GER - | FRA -   | IOM Ret | NED -   | BEL -   | RDA -   | CZE -   | FIN -   | ULS -   | NAT -   | YUG - |       | 0    | -    |
| 1971 | 250cc | Yamaha    | AUT -   | GER - | IOM -   | NED -   | BEL -   | RDA -   | CZE -   | SWE 5   | FIN -   | ULS -   | NAT -   | ESP - |       | 6    | 28.º |
| 1971 | 500cc | Suzuki    | AUT -   | GER - | IOM 3   | NED -   | BEL 7   | RDA -   |         | SWE Ret | FIN 12  | ULS -   | NAT Ret | ESP - |       | 14   | 11.º |